# Підмогилка
Підмоги́лка — село в Україні, в Львівському районі Львівської області. Населення становить 44 особи. Орган місцевого самоврядування - Городоцька міська рада.